# 3667 Anne-Marie
3667 Anne-Marie је астероид главног астероидног појаса чија средња удаљеност од Сунца износи 3,078 астрономских јединица (АЈ).
Апсолутна магнитуда астероида је 11,8.